# Seresta (musique)
Pour les articles homonymes, voir Seresta.
Genres dérivés
Modinha, lundu-canção, samba-canção, choro-canção, fox-canção, chorinho
La seresta est un genre musical brésilien. Le district de Conservatória, à Valença, État de Rio de Janeiro, est considéré comme la capitale de la seresta.

## Histoire
Influencés par les valses, les modinhas accentuent leur tonalité triste dans la voix des bohémiens et des métis de Cappadoce qui chantaient des sérénades, et sont donc appelés serenatistas et serenateiros. Ainsi, lorsque la serenata connait une évolution sémantique au XXe siècle vers la seresta (confondant souvent l'acte de chanter avec le genre chanté), les chanteurs ayant une voix adaptée à la sentimentalité des serenades ou des serestas deviennent finalement des seresteiros.
Selon José Ramos Tinhorão, la modinha du début du XXe siècle, tant à Bahia qu'à Rio de Janeiro, lorsqu'elle revient dans les salons sous le nom de chanson, associe ses « troubadours » à deux groupes distincts séparés par des conventions sociales : les « cancioneiros » et les « seresteiros », tous bohémiens.
Parmi ces chanteurs, le poète et guitariste Catulo da Paixão Cearense se fait connaître à partir de la fin du XIXe siècle. En combinant ses vers avec les mélodies de chorões notables — comme Joaquim Callado, Anacleto de Medeiros, Ernesto Nazareth et João Pernambuco, entre autres — il devient une figure mythique de la scène de la seresta et des soirées de maison.